# Eleição municipal de Tatuí em 2020
A eleição municipal de Tatuí em 2020 foi o 18.º pleito eleitoral realizado na história do município. Foi disputada em turno único, dado que Tatuí por não ter 200 000 eleitores registrados e aptos ao voto, não atende ao critério eleitoral definido pelo inciso II do artigo nº 29 da Constituição Federal para a realização de um 2.º turno caso nenhum dos candidatos à prefeito alcance maioria absoluta dos votos. Neste caso, o(a) vencedor(a) é escolhido por maioria simples.
Originalmente prevista para ocorrer em 4 de outubro, sua realização foi adiada para 15 de novembro após determinação da Emenda Constitucional n.º 107/2020, aprovada pelo Congresso Nacional e sancionada pelo presidente da República à época Jair Bolsonaro (PSL), em razão do agravamento da pandemia de COVID-19 no Brasil.
Segundo dados do Tribunal Superior Eleitoral, 90 788 eleitores compunham o eleitorado tatuiano apto a votar para eleger 1 prefeito, 1 vice–prefeito e 17 vereadores para a Câmara Municipal em 2020.

## Candidaturas oficiais
| Candidaturas deferidas pelo TSE para a disputa eleitoral | Candidaturas deferidas pelo TSE para a disputa eleitoral | Candidaturas deferidas pelo TSE para a disputa eleitoral | Candidaturas deferidas pelo TSE para a disputa eleitoral | Candidaturas deferidas pelo TSE para a disputa eleitoral | Candidaturas deferidas pelo TSE para a disputa eleitoral | Candidaturas deferidas pelo TSE para a disputa eleitoral                                                | Candidaturas deferidas pelo TSE para a disputa eleitoral |
| N.º                                                      | N.º                                                      | Candidato(a) a prefeito(a)                               | Candidato(a) a prefeito(a)                               | Candidato(a) a vice-prefeito(a)                          | Candidato(a) a vice-prefeito(a)                          | Coligação                                                                                               | Situação                                                 |
| -------------------------------------------------------- | -------------------------------------------------------- | -------------------------------------------------------- | -------------------------------------------------------- | -------------------------------------------------------- | -------------------------------------------------------- | --- | -------------------------------------------------------- |
|                                                          | 11                                                       |                                                          | Coronel Wagner (Progressistas)                           |                                                          | Bispo Nilto (Progressistas)                              | Tatuí merece muito mais Progressistas / DEM / PRTB / PSB                                                | Não eleito                                               |
|                                                          | 13                                                       |                                                          | Professora Fátima (PT)                                   |                                                          | Professor Toth (PT)                                      | partido isolado                                                                                         | Não eleito                                               |
|                                                          | 19                                                       |                                                          | Valdeci Proença (Podemos)                                |                                                          | Doutora Lúcia (Podemos)                                  | Juntos podemos mais: Amor, Trabalho e Honestidade Podemos / PTB                                         | Não eleito                                               |
|                                                          | 45                                                       |                                                          | Maria José Gonzaga (PSDB)                                |                                                          | Professor Miguel (MDB)                                   | Amor por Tatuí! Trabalho e Desenvolvimento PSDB / MDB / Republicanos / PSL / PSC / PL / Cidadania / PSD | Eleito                                                   |

## Resultados eleitorais

### Poder Executivo
A prefeita de Tatuí em exercício Maria José Gonzaga (PSDB) sagrou-se vencedora do pleito, reelegendo-se para um 2.º mandato consecutivo com maioria absoluta após conquistar 31 861 votos, o equivalente a 58,29% dos votos válidos. Seu novo mandato iniciou-se em 1 de janeiro de 2021 e, em decorrência de seu falecimento 1 ano depois, foi concluído pelo vice–prefeito eleito Professor Miguel (PSDB) em 31 de dezembro de 2024.
| Candidatos a prefeito(a)   | Candidatos a prefeito(a)       | Candidatos a vice-prefeito(a) | Votação | Votação     |
| Candidatos a prefeito(a)   | Candidatos a prefeito(a)       | Candidatos a vice-prefeito(a) | Total   | Porcentagem |
| -------------------------- | ------------------------------ | ----------------------------- | ------- | ----------- |
|                            | Maria José Gonzaga (PSDB)      | Professor Miguel (MDB)        | 31 861  | 58,29%      |
|                            | Coronel Wagner (Progressistas) | Bispo Nilto (Progressistas)   | 10 683  | 19,54%      |
|                            | Valdeci Proença (Podemos)      | Doutora Lúcia (Podemos)       | 10 221  | 18,70%      |
|                            | Professora Fátima (PT)         | Professor Toth (PT)           | 1 899   | 3,47%       |
| Total de votos válidos     | Total de votos válidos         | Total de votos válidos        | 54 664  | 54 664      |
| Votos apurados             |                                |                               |         |             |
| Votos válidos              | Votos válidos                  | Votos válidos                 | 54 664  | 87,81%      |
| Votos em branco            | Votos em branco                | Votos em branco               | 2 952   | 4,74%       |
| Votos nulos                | Votos nulos                    | Votos nulos                   | 4 638   | 7,45%       |
| Total de votos apurados    | Total de votos apurados        | Total de votos apurados       | 62 254  | 62 254      |
| Participação do eleitorado |                                |                               |         |             |
| Comparecimentos            | Comparecimentos                | Comparecimentos               | 62 254  | 68,57%      |
| Abstenções                 | Abstenções                     | Abstenções                    | 28 534  | 31,43%      |
| Total de eleitores aptos   | Total de eleitores aptos       | Total de eleitores aptos      | 90 788  | 90 788      |
| Fonte: g1                  |                                |                               |         |             |

### Poder Legislativo
No sistema proporcional, pelo qual são eleitos os vereadores, o voto dado a um candidato é primeiro considerado para o partido ao qual ele é filiado. O total de votos de um partido é o que define quantas cadeiras ele terá. Definida a quantidade de cadeiras, os candidatos mais votados do partido são chamados a ocupá-las. Abaixo encontram-se os candidatos a vereador eleitos, reeleitos e os que ficaram como suplentes para a 18.ª legislatura, iniciada em 1 de janeiro de 2021 e concluída em 31 de dezembro de 2024.
A partir dessa eleição passou a vigorar as novas regras do processo eleitoral contidas na Emenda Constitucional n.º 97/2017, que determinou o fim das coligações partidárias nos pleitos para cargos proporcionais (vereadores, deputados estaduais e distritais e deputados federais). Desse modo, pela primeira vez nas eleições municipais de 2020, os candidatos a vereador somente poderão disputar o cargo por meio de chapa única dentro do partido pelo qual estão filiados.
| N.º   | Candidato(a)             | Partido político | Votos obtidos | Porcentagem | Situação    |
| ----- | ------------------------ | ---------------- | ------------- | ----------- | ----------- |
| 13121 | Eduardo Sallum           | PT               | 1 709         | 3,17%       | Reeleito(a) |
| 45122 | Cíntia Yamamoto          | PSDB             | 1 634         | 3,03%       | Eleito(a)   |
| 45222 | Marquinho de Abreu       | PSDB             | 1 349         | 2,50%       | Reeleito(a) |
| 15700 | João Éder Miguel         | MDB              | 1 246         | 2,31%       | Reeleito(a) |
| 19900 | Camila Xavier            | Podemos          | 1 235         | 2,29%       | Eleito(a)   |
| 11111 | Fábio Villa Nova         | Progressistas    | 1 013         | 1,88%       | Eleito(a)   |
| 28123 | Paulinho Motos           | PRTB             | 1 006         | 1,86%       | Eleito(a)   |
| 45000 | Débora Camargo           | PSDB             | 981           | 1,82%       | Eleito(a)   |
| 10123 | Eduardinho Amigo do Povo | Republicanos     | 949           | 1,76%       | Eleito(a)   |
| 19123 | Valdir Proença           | Podemos          | 859           | 1,59%       | Eleito(a)   |
| 45778 | Maurício Enfermeiro      | PSDB             | 845           | 1,57%       | Eleito(a)   |
| 45555 | Márcio do Santa Rita     | PSDB             | 834           | 1,55%       | Eleito(a)   |
| 55111 | Pepinho                  | PSD              | 827           | 1,53%       | Reeleito(a) |
| 45678 | Doutor Fábio Menezes     | PSDB             | 812           | 1,51%       | Suplente    |
| 23007 | João JJ                  | Cidadania        | 776           | 1,44%       | Eleito(a)   |
| 55055 | Professor Hélio          | PSD              | 771           | 1,43%       | Suplente    |
| 45123 | Bossolan da Rádio        | PSDB             | 766           | 1,42%       | Suplente    |
| 15123 | Renan Cortez             | MDB              | 739           | 1,37%       | Eleito(a)   |
| 28888 | Hiago Daros              | PRTB             | 663           | 1,23%       | Suplente    |
| 11999 | Micheli Vaz              | Progressistas    | 663           | 1,23%       | Eleito(a)   |
| 15111 | Professor Duza           | MDB              | 631           | 1,17%       | Suplente    |
| 23456 | Leandro Magrão           | Cidadania        | 602           | 1,12%       | Suplente    |
| 15888 | Professora Rosa          | MDB              | 601           | 1,11%       | Suplente    |
| 17007 | Claudião Oklahoma        | PSL              | 593           | 1,10%       | Eleito(a)   |

## Repercussão pós-eleitoral
Em entrevista concedida à TV TEM após a confirmação de sua vitória eleitoral, a prefeita reeleita declarou: "Quero agradecer ao povo tatuiano que esteve comigo nos momentos mais difíceis que enfrentamos na reconstrução de nossa cidade. Foram vocês que me deram energia necessária para vencer cada um dos obstáculos que surgiam à nossa frente. Uma nova etapa se inicia neste momento de comemoração. Vamos juntos, de mãos dadas, trabalhar ainda mais para retribuir a confiança que as urnas mostraram no dia de hoje, dando uma grande vitória que ficará marcada na história política de nossa cidade. Vamos ao trabalho que a nossa luta começa".